# The Marble Index
The Marble Index (рус. Мраморная доска) — второй сольный и третий в целом студийный альбом немецкой певицы Нико, изданный фирмой Elektra в 1969 году.

## Об альбоме
Альбом был записан в 1968 году в студии фирмы Elektra; продюсером его стал Джон Кейл (экс-The Velvet Underground). Он предоставил Нико значительно больше свободы при записи, нежели продюсеры её дебютного альбома Chelsea Girl, но при этом сам внёс весомый вклад в звучание пластинки, самостоятельно записав дополнительные инструментальные партии для многих треков; ему же принадлежат многие нестандартные идеи и решения, навеянные его авангардистским бэкграундом (до The Velvet Underground он сотрудничал с Ла Монте Янгом и другими композиторами-минималистами). Автором всех композиций числилась Нико — в отличие от Chelsea Girl, где она исполняла преимущественно чужие песни. В музыкальном плане The Marble Index также разительно отличается от своего предшественника: отказавшись от сентиментального фолк-звучания, во многом навязанного ей продюсерами, Нико при поддержке Кейла разрабатывает свой собственный сумрачный, минималистичный стиль, во многом предвосхищающий такие стили, как дарквейв и дарк-эмбиент. Доминирующим инструментом здесь стала фисгармония, на которой Нико играла самостоятельно.
Trouser Press описал этот альбом так: «тревожные стихи Нико, положенные на ещё более тревожную музыку от Кейла — в результате мы получаем одну из самых пугающих пластинок всех времён». Известный рок-критик Лестер Бэнгс назвал The Marble Index «лучшим произведением в „серьезной“ авангардной музыке второй половины XX века» и добавил, что этот альбом «напугал его до смерти».
В 1991 альбом был ремастеризован и переиздан на CD; в него были включены также 2 бонус-трека — «Roses in the Snow» и «Nibelungen».
На композицию «Evening of Light» был снят короткий видеоклип с участием Игги Попа, с которым у Нико был непродолжительный роман. Песня «Ari’s Song» посвящена сыну певицы, Ари Булоню.

## Список композиций
Все песни написаны Нико.
1. «Prelude» — 1:00
2. «Lawns of Dawns» — 3:11
3. «No One Is There» — 3:37
4. «Ari’s Song» — 3:21
5. «Facing the Wind» — 4:55
6. «Julius Caesar (Memento Hodié)» — 5:02
7. «Frozen Warnings» — 4:02
8. «Evening of Light» — 5:40

Бонус-треки (переиздание 1991 г.):
1. «Roses in the Snow» — 4:10
2. «Nibelungen» — 2:43

## Участники записи
- Нико: вокал, фисгармония
- Джон Кейл: электроальт, фортепиано, гитара, бас-гитара, губная гармоника и пр.